# 迈克·凯里
迈克尔·托德·惠特克·凯里（1971年3月13日—）是一位美国政治人物，現為代表俄亥俄州第15国会选区聯邦眾議員，凯里是共和黨籍，在2021年特别选举中首次当选。

## 外部連結
- Congressman Mike Carey （页面存档备份，存于） official U.S. House website
- Campaign website （页面存档备份，存于）

- 美國國會國家人物傳記大辭典中的傳記
- 由華盛頓郵報維護的投票記錄
- 智慧投票计划中的傳記、投票紀錄及利益集團評級
- 聯邦選舉委員會中的競選財務報告和數據
- C-SPAN內的頁面（英文）
- C-SPAN內的頁面（英文）